# Camas-Taschenratte

Verbreitungsgebiet

Die Camas-Taschenratte (Thomomys bulbivorus) ist eine im westlichen Nordamerika lebende Nagetierart aus der Familie der Taschenratten (Geomyidae). Der Artname leitet sich von den lateinischen Worten bulbus und voro mit den Bedeutungen „Zwiebel“ und „fressen“ ab und bezieht sich auf eine Nahrung der Tiere. Der deutsche Trivialname bezieht sich auf die Prärielilien (Camassia), deren Zwiebeln gelegentlich zur Ernährung der Tiere beitragen.

## Merkmale
Camas-Taschenratten sind die größten Tiere ihrer Gattung. Ihr Aussehen variiert stark, nicht nur in Bezug auf Alter, Geschlecht und Jahreszeit. Die Rückenfellfarbe kann von einem sehr dunklen Rußbraun bis zu einem hellen Rotbraun reichen. Die Unterseite ist bis auf einen unregelmäßig geformten weißen Fleck am Hals bleifarben. Das Fell variiert je nach Jahreszeit, wobei es im Winter lang und pelzig und im Sommer kurz und grob ist. Sie haben kleine, schwache Augen, kleine Ohren, kurze Beine, kräftig gebaute Schultern, schlanke Hüften sowie einen fast nackten Schwanz, der 40 bis 95 Millimeter lang sein kann. Sie haben pelzige Backentaschen und erreichen eine Gesamtlänge von 228,6 bis 330,2 Millimetern und ein Gewicht von durchschnittlich 633 Gramm. Die Krallen an den Vorderfüßen sind länger als die an den Hinterfüßen. Ihre vorderen Krallen sind die kleinsten in der Gattung und relativ schwach ausgebildet. Stattdessen verwenden sie beim Graben in der Erde ihre großen meißelartigen Schneidezähne. Sowohl der obere als auch der untere Schneidezahn haben aufgrund des Abriebs des gelben Oberflächenschmelzes eine weiße Spitze und sind ziemlich schmal. Die Schneidezähne ragen hervor, wobei sich die Lippen hinter ihnen schließen. Eine Rille am Mittelrand jedes Schneidezahns fehlt, die hingegen bei anderen Mitgliedern der Gattung vorhanden ist. Die Zahnformel lautet I1/1-C0/0-P1/1-M3/3 mit insgesamt 20 Zähnen.

## Ähnliche Arten
Ähnliche Tiere aus der Gattung der Gebirgs-Taschenratten (Thomomys) sind sämtlich kleiner und unterscheiden sich durch kräftigere Krallen sowie eine Rille in den Schneidezähnen.

## Verbreitung, Lebensraum und Gefährdung
Die Camas-Taschenratte lebt endemisch im Willamette Valley im Nordwesten von Oregon. Die Verbreitung erstreckt sich im Wesentlichen von Portland bis Eugene. Die Art bewohnt Lebensräume mit reichem, fruchtbarem Boden und meidet Nadelholzbestände. Ihre Lebensräume liegen in der Regel zwischen 120 und 125 Metern über dem Meeresspiegel. Sie verschmäht Feuchtgebiete, hingegen besiedelt sie landwirtschaftlich genutzte Flächen. Obwohl die Art nur in einem verhältnismäßig begrenzten Gebiet vorkommt, wird sie von der Weltnaturschutzorganisation IUCN als „Least Concern = nicht gefährdet“ klassifiziert. In Oregon wird sie jedoch als „species of concern (Art mit Bedenken)“ geführt.

## Lebensweise

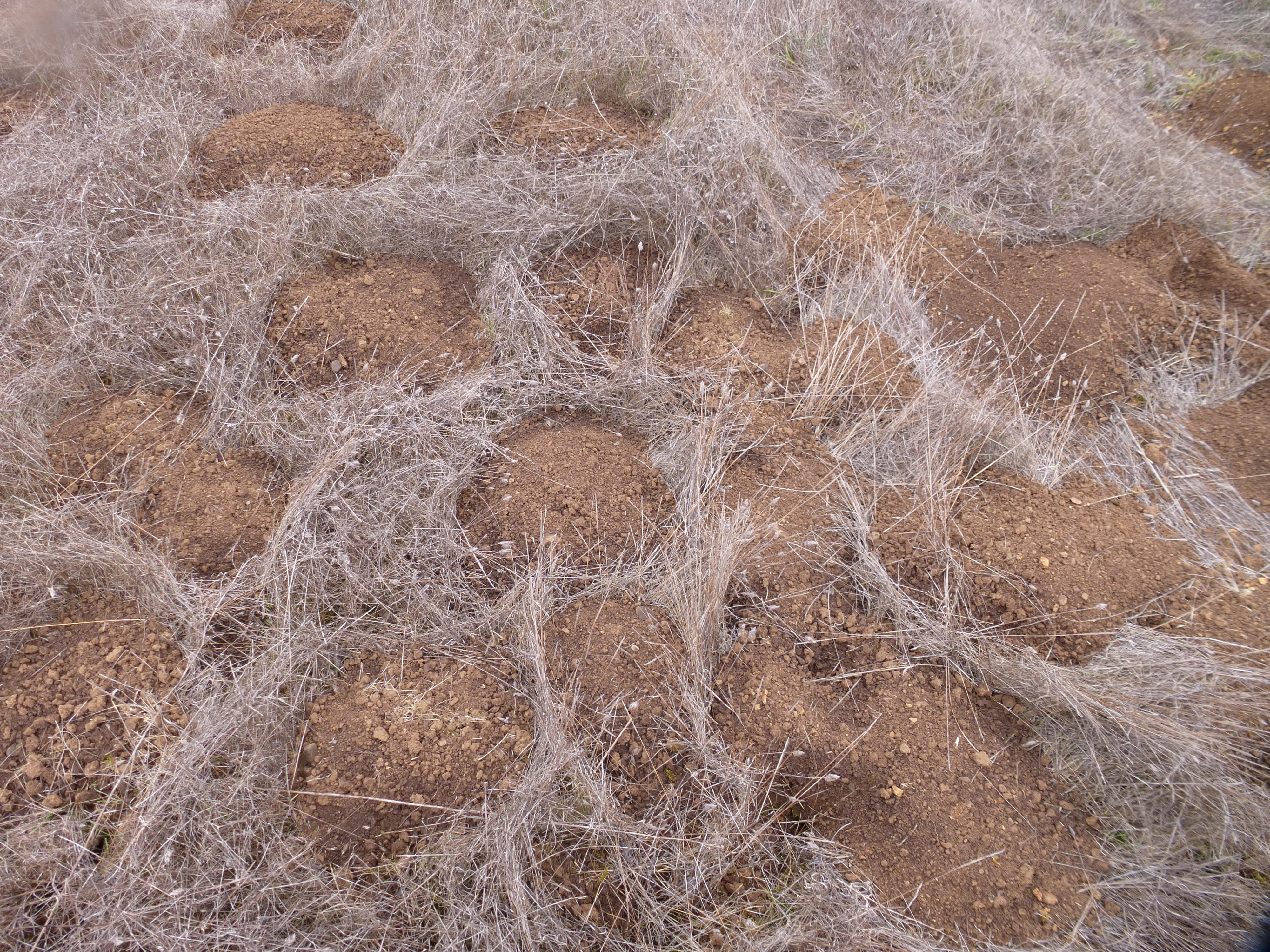
Aufgeworfene Erdhügel

### Behausung
Camas-Taschenratten halten sich überwiegend unter der Erdoberfläche auf und leben außerhalb der Paarungszeit einzeln. Die Tiere sind tag- und nachtaktiv und halten keinen Winterschlaf. Sie legen sehr aufwendige, tunnelartige Gangsysteme mit verschiedenen Kammern an. Auf niedrigen Graslandschaften befinden sich die Gänge oft weniger als 0,30 Meter unter der Oberfläche, während sie in anderen Erdformationen auch in maximalen Tiefen von 1,5 bis 1,8 Metern unter der Erdoberfläche gefunden wurden. Die Tunnel werden in erster Linie mit den großen Schneidezähnen gegraben, das lockere Aushubmaterial wird mit dem Kopf oder den Beinen in Form von Erdhügeln an die Oberfläche befördert.
|  | Tunnel- und Kammeranordnung eines ausgegrabenen Baues - A. Startpunkt der Ausgrabung - B. Fund der Ratte - C. Speicherkammern - D. Kammern mit Exkrementen - N. Nest - Verstopfte Tunnel sind grau angelegt - Nicht ausgegrabene Tunnelsysteme sind gestrichelt, sie haben einen Durchmesser von ca. 51 mm (2 ″) und wurden während der Wachstumsphase von jungen Tiere gegraben |

Die umfangreichen Tunnelsysteme erreichen oftmals eine Gesamtlänge von 180 Metern, überschreiten jedoch selten 240 Meter. Je nach Alter und Größe der Individuen reichen die Durchmesser der Tunnel von 51 bis zu 127 Millimetern.

### Ernährung und Fortpflanzung
Die Camas-Taschenratte ernährt sich von einem breiten Spektrum unter- und oberirdischer Pflanzenteile wie Wurzeln, Knollen, Zwiebeln, Blättern und Früchten. Sie wurden auch beim Verzehr von Zwiebeln von Prärielilien (Camassia) beobachtet, die im Willamette Valley wachsen. Gerne ernähren sie sich auch von den Wurzeln und der Rinde von Kernobst- und Nussbäumen, die dadurch zuweilen stark geschädigt werden. Sie werden deshalb in Oregon als Schädling geführt. Mit ihren Backentaschen transportieren sie vielfältige Nahrung zu ihren unterirdischen Bauen und legen in Kammern große Nahrungsdepots an.
Die Brutzeit der Camas-Taschenratten dauert von Anfang März bis Anfang Juli. Nach der Paarung verlassen die Weibchen ihre Höhlen, um einen sicheren Ort zu finden, an dem sie sich und ihre Jungen vor der Geburt vor möglichen Bedrohungen schützen können. Die Tragzeit beträgt 18 bis 19 Tage. Ein Wurf besteht in der Regel aus vier bis neun Jungen, im Durchschnitt 4,2. Nach sechs Wochen sind sie nahezu ausgewachsen und es beginnt die Entwöhnungsphase. Nachdem sie aus dem Bau des Muttertiers verjagt wurden, suchen sie nach eigenen Höhlen und leben dann einzeln. Sie erreichen ein Jahr nach der Geburt die Geschlechtsreife.

### Fressfeinde

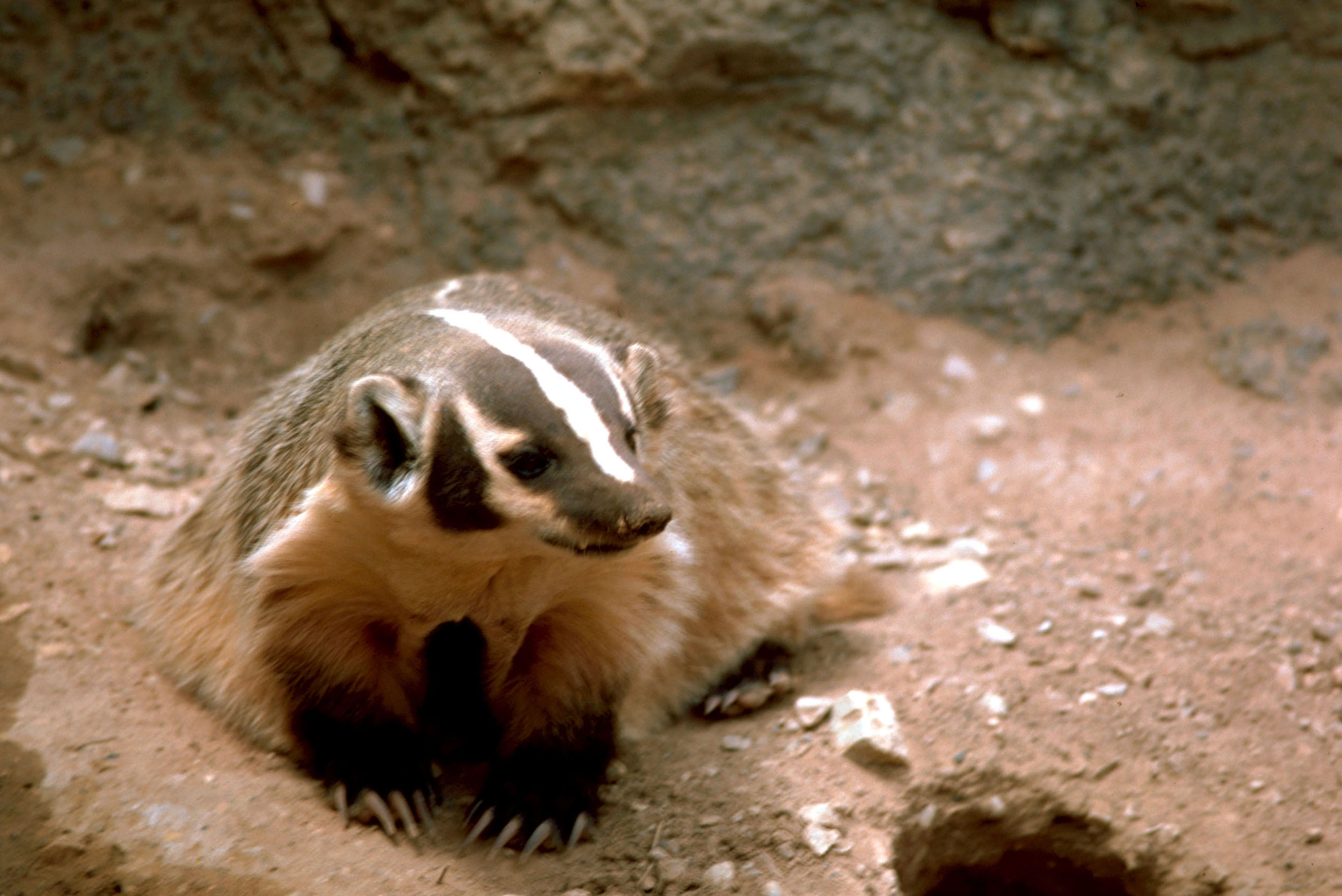
Silberdachs, ein Hauptfressfeind

Zu der großen Anzahl an Fressfeinden zählt in erster Linie der Silberdachs (Taxidea taxus). Dieser gräbt die Opfer zuweilen mit seinen langen, gebogenen Krallen aus den unterirdischen Erdhöhlen aus. Auch Kojoten (Canis latrans),  Wiesel und Schlangen versuchen die Tiere zu erbeuten. Bei Begegnungen mit diesen Raubtieren und anderen Bedrohungen, reagieren sie im Allgemeinen mit offenem Maul, nehmen eine bedrohliche Haltung an, erzeugen keuchende Geräusche und heben die Vorderseite ihres Körpers leicht an, wobei ihre Zähne und Krallen nach vorne gestreckt werden. Sofern diese Drohgebärden keine Wirkung hinterlassen, versuchen sie durch Flucht ihren Feinden zu entkommen. Zu weiteren Fressfeinden zählen auch verschiedene Eulenarten (Strigiformes).